# Alicja w Krainie Koniczyny
Alicja w Krainie Koniczyny (jap. クローバーの国のアリス ～Wonderful Wonder World～ Kurōbā no kuni no Arisu ~Wonderful Wonder World~) – japońska romantyczna przygodowa gra otome stworzona przez Quin Rose, wydana 25 grudnia 2007 roku. Jest kontynuacją gry Alicja w Krainie Serc.

## Bohaterowie
Alice Liddell (jap. アリスリデル Arisu Rideru)
Blood Dupre (jap. ブラッドデュプレ Buraddo Dupure)
- Seiyū: Katsuyuki Konishi[1]

Elliot March (jap. エリオットマーチ Eriotto Māchi)
- Seiyū: Tsuguo Mogami[1]

Tweedle Dee, Tweedle Dum (jap. トゥイードルディー、トゥイードルダム Tuīdoru Dī, Tuīdoru Damu)
- Seiyū: Jun Fukuyama[1]

Vivaldi (jap. ビバルディ Bibarudi)
- Seiyū: Yūko Kaida[1]

Peter White (jap. ペーターホワイト Pētā Howaito)
- Seiyū: Kōki Miyata[1]

Ace (jap. エース Ēsu)
- Seiyū: Daisuke Hirakawa[1]

Boris Airay (jap. ボリスエレイ Borisu Erei)
- Seiyū: Noriaki Sugiyama[1]

Nightmare Gottschalk (jap. ナイトメアゴットシャルク Naitomea Gottosharuku)
- Seiyū: Tomokazu Sugita[1]

Gray Ringmarc (jap. グレイリングマーク Gurei Ringumāku)
- Seiyū: Kazuya Nakai[1]

Pierce Villier (jap. ピアスヴィリエ Piasu Virie)
- Seiyū: Sōichirō Hoshi[1]

## Powieść wizualna
Gra Clover no kuni no Alice ~Wonderful Wonder World~ (jap. クローバーの国のアリス ～Wonderful Wonder World～ Kurōbā no Kuni no Arisu ~Wonderful Wonder World~) została wydana 25 grudnia 2007 roku przez Quin Rose na system Windows PC. 15 kwietnia 2010 firma Prototype przeniosła grę na PS2 a 31 marca 2011 na PSP. Kontynuuje ona wydarzenia z pierwszej gry (Alicja w Krainie Serc) przy założeniu, że Alicja nie zakochała się w nikim, utrzymując tylko przyjaźnie z głównymi bohaterami. Z tego powodu pozostaje w Krainie Czarów, a sceneria przenosi z Krainy Serc do Krainy Koniczyny (ang. Country of Clovers). W Clover no kuni no Alice Julius Monrey i Mary Gowland zostali zastąpieni nowymi postaciami: Pierce’em Villiersem – reprezentującym Dormouse, i Grayem Ringmarkiem – prawą ręką Nightmare'a.

## Manga

### Ilustracje Mamenosuke Fujimaru
Clover no Kuni no Alice ~Bloody Twins~
Pierwsza mangowa adaptacja, Clover no kuni no Alice ~Bloody Twins~ (jap. クローバーの国のアリス〜ブラッディ・ツインズ〜), z ilustracjami autorstwa Mamenosuke Fujimaru, ukazała się 25 sierpnia 2009 roku nakładem wydawnictwa Ichijinsha.
| Nr | Data wydania     | ISBN                |
| -- | ---------------- | ------------------- |
|    | 25 sierpnia 2009 | ISBN 978-4758054300 |

Clover no kuni no Alice ~Heart no kishi~
Druga mangowa adaptacja, Clover no Kuni no Alice ~Heart no kishi~ (jap. クローバーの国のアリス〜ハートの騎士〜), z ilustracjami autorstwa Mamenosuke Fujimaru, ukazała się 25 grudnia 2009 roku nakładem wydawnictwa Ichijinsha.
| Nr | Data wydania    | ISBN                |
| -- | --------------- | ------------------- |
| 1  | 25 grudnia 2009 | ISBN 978-4758054720 |

Alicja w Krainie Koniczyny – Walc Kota z Cheshire
Alicja w Krainie Koniczyny – Walc Kota z Cheshire (jap. クローバーの国のアリス～チェシャ猫とワルツ～ Clover no Kuni no Alice ~Cheshire neko to waltz~) z ilustracjami autorstwa Mamenosuke Fujimaru została wydana w siedmiu tomach przez wydawnictwo Ichijinsha. W Polsce pierwszy tom mangi ukazał się w kwietniu 2016 roku nakładem wydawnictwa Studio JG.
| Nr | Język japoński    | Język japoński      | Język polski         | Język polski           |
| Nr | Data wydania      | ISBN                | Data wydania         | ISBN                   |
| -- | ----------------- | ------------------- | -------------------- | ---------------------- |
| 1  | 25 grudnia 2009   | ISBN 978-4758054713 | 25 kwietnia 2016     | ISBN 978-83-8001-117-5 |
| 2  | 25 marca 2010     | ISBN 978-4758054942 | 2 sierpnia 2016      | ISBN 978-83-8001-134-2 |
| 3  | 25 czerwca 2010   | ISBN 978-4758055208 | 20 października 2016 | ISBN 978-83-8001-161-8 |
| 4  | 24 lipca 2010     | ISBN 978-4758055338 | 13 stycznia 2017     | ISBN 978-83-8001-181-6 |
| 5  | 24 listopada 2010 | ISBN 978-4758055581 | 28 marca 2017        | ISBN 978-83-8001-196-0 |
| 6  | 25 grudnia 2010   | ISBN 978-4758055697 | 5 lipca 2017         | ISBN 978-83-8001-219-6 |
| 7  | 25 czerwca 2011   | ISBN 978-4758056175 | 2 października 2017  | ISBN 978-83-8001-244-8 |

### Ilustracje Yobu
Clover no Kuni no Alice ~Nightmare~
Manga Clover no Kuni no Alice ~Nightmare~ (jap. クローバーの国のアリス〜ナイトメア〜), z ilustracjami autorstwa Yobu (jap. よぶ) ukazała się 25 lutego 2010 roku nakładem wydawnictwa Ichijinsha.
| Nr | Data wydania   | ISBN                |
| -- | -------------- | ------------------- |
|    | 25 lutego 2010 | ISBN 978-4758054898 |

Clover no Kuni no Alice ~Tokage no hosa-kan~
Manga Clover no Kuni no Alice ~Tokage no hosa-kan~ (jap. クローバーの国のアリス〜トカゲの補佐官〜), z ilustracjami autorstwa Yobu ukazała się 25 lutego 2010 roku nakładem wydawnictwa Ichijinsha.
| Nr | Data wydania   | ISBN                   |
| -- | -------------- | ---------------------- |
|    | 25 lutego 2010 | ISBN 978-4-7580-5490-4 |

### Ilustracje Nayu Kizaki
Trzy tomy mangi Clover no Kuni no Alice ~Shiro usagi to tokei shikake no wana~ (jap. クローバーの国のアリス 〜白ウサギと時計仕掛けの罠〜), z ilustracjami autorstwa Nayu Kizaki ukazały się od czerwca do listopada 2010 roku nakładem wydawnictwa Ichijinsha.
| Nr | Data wydania      | ISBN                   |
| -- | ----------------- | ---------------------- |
| 1  | 25 czerwca 2010   | ISBN 978-4-7580-5521-5 |
| 2  | 24 lipca 2010     | ISBN 978-4-7580-5534-5 |
| 3  | 25 listopada 2010 | ISBN 978-4-7580-5559-8 |

### Ilustracje Ichimi Minamoto
Trzy tomy mangi Clover no Kuni no Alice ~Kuroi tokage to nigai aji~ (jap. クローバーの国のアリス 〜黒いトカゲと苦い味〜), z ilustracjami autorstwa
Ichimi Minamoto ukazały się od czerwca do września 2011 roku nakładem wydawnictwa Ichijinsha.
| Nr | Data wydania     | ISBN                   |
| -- | ---------------- | ---------------------- |
| 1  | 25 czerwca 2011  | ISBN 978-4-7580-5618-2 |
| 2  | 25 lipca 2011    | ISBN 978-4-7580-5626-7 |
| 3  | 24 września 2011 | ISBN 978-4-7580-5630-4 |

### Ilustracje Sai Asai
Trzy tomy mangi Clover no Kuni no Alice ~Kishi no kokoroe~ (jap. クローバーの国のアリス 〜騎士の心得〜), z ilustracjami autorstwa Sai Asai ukazały się od lutego do grudnia 2012 roku nakładem wydawnictwa Ichijinsha.
| Nr | Data wydania    | ISBN                   |
| -- | --------------- | ---------------------- |
| 1  | 25 lutego 2012  | ISBN 978-4-7580-5688-5 |
| 2  | 25 czerwca 2012 | ISBN 978-4-7580-5723-3 |
| 3  | 25 grudnia 2012 | ISBN 978-4-7580-5755-4 |

### Ilustracje Soyogo Iwaki
Manga Clover no Kuni no Alice ~Sangatsu usagi~ (jap. クローバーの国のアリス〜三月ウサギ〜), z ilustracjami autorstwa Soyogo Iwaki ukazała się 25 listopada 2010 roku nakładem wydawnictwa Ichijinsha.
| Nr | Data wydania      | ISBN                   |
| -- | ----------------- | ---------------------- |
|    | 25 listopada 2010 | ISBN 978-4-7580-5560-4 |

### Ilustracje Kei Shichiri
Manga Clover no Kuni no Alice ~Futago no koibito~ (jap. クローバーの国のアリス〜双子の恋人〜), z ilustracjami autorstwa Kei Shichiri ukazała się 25 sierpnia 2011 roku nakładem wydawnictwa Ichijinsha.
| Nr | Data wydania     | ISBN                   |
| -- | ---------------- | ---------------------- |
|    | 25 sierpnia 2011 | ISBN 978-4-7580-5631-1 |

### Ilustracje Ryō Kazuki
Manga Clover no Kuni no Alice ~Sangatsu usagi no kakumei~ (jap. クローバーの国のアリス〜三月ウサギの革命〜), z ilustracjami autorstwa Ryō Kazuki ukazała się 25 sierpnia 2011 roku nakładem wydawnictwa Ichijinsha.
| Nr | Data wydania   | ISBN                   |
| -- | -------------- | ---------------------- |
|    | 25 lutego 2012 | ISBN 978-4-7580-5689-2 |

## Powieści

### Powieści wydane przezKōdansha
- Clover no Kuni no Alice ~Sweet Pain, Bitter Love~ (jap. クローバーの国のアリス 〜Sweet Pain, Bitter Love〜), ISBN 978-4-06-286590-6 (03.04.2009)[27]
- Clover no Kuni no Alice ~A Little Orange Kiss~ (jap. クローバーの国のアリス 〜A Little Orange Kiss〜), ISBN 978-4-06-286613-2 (04.09.2009)[28]
- Clover no Kuni no Alice ~The Daydream Lover~ (jap. クローバーの国のアリス 〜The Daydream Lover〜), ISBN 978-4-06-286626-2 (03.12.2009)[29]

### Powieści Midori Tateyama
- Clover no Kuni no Alice ~Guardian Game~ (jap. クローバーの国のアリス 〜ガーディアン・ゲーム〜), ISBN 978-4-7580-4079-2 (20.06.2009)[30]

### Powieści Sany Shirakawa
- Clover no Kuni no Alice ~White Calling~ (jap. クローバーの国のアリス 〜ホワイト・コーリング〜), ISBN 978-4-7580-4140-9 (19.02.2010)[31]
- Clover no Kuni no Alice ~Promise Red~ (jap. クローバーの国のアリス 〜プロミス・レッド〜), ISBN 978-4-7580-4145-4 (20.02.2010)[32]